# Карл Гаусгофер
Карл Гаусгофер (нім. Karl Haushofer 27 серпня 1869, Мюнхен — 13 березня 1946, Пель, поблизу Вайльгайма) — німецький географ і офіцер, один з засновників німецької школи геополітики; «ідейний батько» ідеології націонал-соціалізму.

## Біографія
Випускник Баварської військової академії, Гаусгофер до кінця Першої світової війни перебував на військовій службі й викладав військові науки. У 1908 році служив військовим радником при японському командуванні. Відвідавши Індію, Корею, Маньчжурію і Росію, виклав свої погляди на Японію в докторській дисертації.
Чутки про те, що під час поїздки на схід Гаусгофер нібито увійшов у контакт з тибетськими ламами містичного ордена Зелений дракон, став учнем Гурджиєва, заснував Товариство Туле (центр окультизму Третього рейху) … — сумнівні, бо засновані або на думках сучасних езотеричних фантастів, або на перекладах нацистської документації сумнівної автентичності. Він настільки захопився геополітикою, що став викладати географію в Мюнхенському університеті. Після приходу до влади свого учня Рудольфа Гесса в 1933 р. призначений професором.
Хоча Гаусгофер брав участь у переговорах, які привели до укладення союзу між Третім рейхом і Японією, загалом він волів дистанціюватися від нацистського керівництва. Гітлера він вважав неуком, у спотворенні своїх геополітичних побудов більше інших звинувачував Ріббентропа. Після змови 20 липня його син Альбрехт був страчений, а сім'я зазнала переслідувань. Сам літній професор провів вісім місяців у концентраційному таборі Дахау. Після звільнення в 1945 Гаусгофер повернувся до Мюнхена, де 13 березня 1946 здійснив разом з дружиною самогубство, прийнявши отруту.

## Погляди

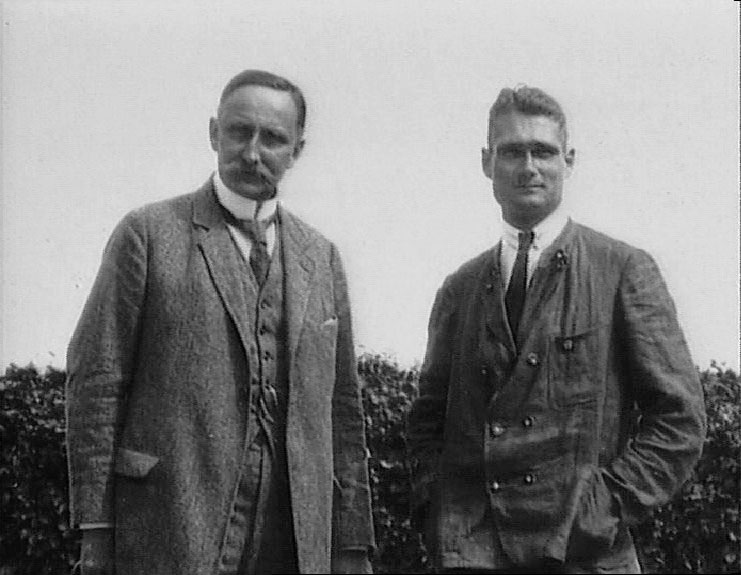
Генерал Карл Гаусгофер і Рудольф Гесс, світлина 1920 року

Гаусгофер — засновник Німецького інституту геополітики (1922), засновник і головний редактор журналу «Geopolitik», що виходив у 1924—1944 роках (пізніше перейменований в «Zeitschift fur Geopolitik»). Його погляди складалися під впливом соціального дарвінізму і теоретиків американського імперіалізму.
Фундаментом поглядів Гаусгофера було поняття мальтузіанського «життєвого простору», причому задачу кожної держави він бачив у розширенні цього простору. Звідси виводилися необхідність економічної самодостатності (автаркія), культурної експансії та поглинання невеликих держав, які, бувши нездатними проводити самостійну зовнішню політику, лише дестабілізують міжнародні відносини. Ряд цих понять був прийнятий теоретиками нацизму. Хоча Гаусгофер забезпечував літературою Гесса і Гітлера під час їх тюремного ув'язнення після провалу Пивного путчу, учений заперечував свою участь у написанні «Майн кампф».
Гаусгофер розробив особливий варіант євразійства — військово-геополітичну доктрину «Континентального блоку (союзу)» («Вісь Берлін — Москва — Токіо»), який мав об'єднати держави Євразії, такі як: Іспанія, Італія, Франція, Німеччина, Росія та Японія — бувши східною противагою й альтернативою Західному англо-саксонському світові: Британської імперії і США.

## Нагороди
- Медаль принца-регента Луїтпольда
- Хрест «За вислугу років» (Баварія) 2-го класу (24 роки)
- Залізний хрест 2-го і 1-го класу
- Орден «За заслуги» (Баварія)
  - 4-го класу з мечами
  - офіцерський хрест з мечами
- Почесний хрест ветерана війни з мечами
- Орден Вранішнього Сонця 1-го класу (Японія) (лютий 1937)

### Почесні звання
- Почесний професор Мюнхенського університету (1921)
- Заслужений професор географії Мюнхенського університету (1933)
- Почесний член численних товариств